# Richard Sackler
Richard Stephen Sackler (nacido el 10 de marzo de 1945) es un magnate empresarial, multimillonario, médico estadounidense que fue presidente de Purdue Pharma, una antigua empresa más conocida por ser la desarrolladora de OxyContin, cuya relación con la crisis de opioides en los Estados Unidos fue objeto de múltiples demandas y multas, y que se declaró en quiebra en 2019. Se ha afirmado que la empresa Purdue de Richard Sackler se encuentra entre "los peores traficantes de drogas de la historia" La caída de la empresa fue el tema de una serie de Netflix,  Painkiller', creada en 2023.

## Primeros años y educación
Sackler nació en 1945 en Roslyn, Nueva York, hijo de Beverly (Feldman) y Raymond Sackler.
Se licenció en la Universidad de Columbia (Nueva York) y posteriormente se doctoró en la Escuela de Medicina de la Universidad de Nueva York.

## Carrera
Sackler se incorporó a Purdue Pharma en 1971, como ayudante de su padre, que era presidente de la compañía. Se convirtió en jefe de investigación y desarrollo y jefe de marketing. Sackler fue una figura clave en el desarrollo de Oxycontin, siendo la fuerza motriz detrás de la investigación en Purdue Pharma alrededor de 1990, por lo que impulsó el desarrollo de Oxycontin para reemplazar a MS Contin que estaba a punto de tener competencia genérica. Sackler también trabajó para reclutar a Russell Portenoy y J. David Haddox para que ambos trabajaran dentro de la comunidad médica, impulsando una nueva narrativa que afirmaba que los opioides no eran altamente adictivos. Al impulsar la aprobación de Oxycontin por la FDA en 1995, Sackler consiguió que la FDA aprobara la afirmación de que Oxycontin era menos adictivo que otros analgésicos aunque, como parte del proceso de aprobación, no se habían realizado estudios sobre su grado de adicción o la probabilidad de que se abusara de dicho fármaco. La naturaleza adictiva de los opiáceos se conocía desde hacía varias décadas.
Sackler se convirtió en presidente ejecutivo en 1999. En 2001, envió un correo electrónico a los empleados de la empresa instándoles a impulsar una narrativa de que la adicción a Oxycontin había sido causada por las características personales de los adictos "criminales" que tenían la adicción, y no causada por cualquier motivo asociado al fármaco en sí mismo. Sackler también instó a los visitadores médicos para que motivaran a los doctores a recetar dosis lo más altas posibles con el fin de aumentar los beneficios de la empresa.
Fue nombrado copresidente de la junta de accionistas (co-chairman) en 2003. Sackler estuvo a cargo del departamento de investigación que había desarrollado OxyContin. Como presidente, aprobó los planes de marketing dirigidos a médicos, farmacéuticos, enfermeras, académicos y otros, para promover las ventas de OxyContin. Shelby Sherman, un ex representante de ventas de Purdue, ha definido estos planes de marketing como un modo de "injerencia política".
En 2008, Sackler, con el conocimiento de Mortimer Sackler y Jonathan Sackler, hizo que Purdue Pharma midiera su "rendimiento" en proporción no sólo al número de dosis vendidas sino también al contenido (en mg) de las dosis que vendía, a pesar de que supuestamente sabía que las dosis altas sostenidas de OxyContin entrañaban el riesgo de graves efectos secundarios, incluida la adicción.
En 2015, Sackler fue depuesto por cuatro abogados en Louisville, Kentucky. La declaración se refería al desarrollo y la comercialización de OxyContin bajo su supervisión y la de su familia, que eran y son miembros activos del consejo de administración de su empresa privada, Purdue Pharma. La comercialización y prescripción de OxyContin en el condado de Pike (Kentucky), fue de particular interés.
Antes de que el caso pudiera ir a juicio y, por tanto, antes de que la declaración pudiera convertirse en un asunto de dominio público, Purdue llegó a un acuerdo por 24 millones de dólares, sin admitir responsabilidad, sellando la declaración y exigiendo a los fiscales de Kentucky que destruyeran, o devolvieran a Purdue, millones de páginas de documentos internos obtenidos de la empresa durante la presentación de pruebas. El sitio web de noticias médicas STAT interpuso entonces una demanda para que no se sellara la declaración de Richard Sackler. Un juez estatal falló a su favor. Purdue apeló, pero la deposición se hizo pública más tarde.
En 2018, el estado de Massachusetts demandó a Richard Sackler, Purdue Pharma y a otros 15 ejecutivos de Purdue Pharma y miembros de la familia Sackler, alegando que engañaron a médicos y pacientes sobre los riesgos de sus analgésicos basados en opioides para aumentar las ventas y alejar a los pacientes de alternativas más seguras.
En un correo electrónico sobre la presentación ante el tribunal de Massachusetts, Richard Sackler escribió: "Tenemos que machacar a los [adictos] abusadores de todas las formas posibles. Ellos son los culpables y el problema. Ellos son los criminales temerarios",.
En enero de 2019, The New York Times confirmó que Sackler dijo en 2008 a los funcionarios de la compañía que "midieran nuestro rendimiento por recetas en base a la dosis, dando valores más altos a las mayores dosis." Esto se volvió a comprobar con documentos obtenidos legalmente y vinculados a una nueva demanda, presentada en junio por la fiscal general de Massachusetts, Maura Healey, en la que se afirma que Purdue Pharma y los miembros de la familia Sackler sabían que someter a los pacientes a dosis altas de OxyContin durante periodos prolongados aumentaba el riesgo de efectos secundarios graves, incluida la adicción. No obstante, promovieron dosis más altas porque las pastillas con mayores dosis suponían para la compañía y para los Sackler una mayor ganancia, según ha acusado la demanda. Además, el 1 de febrero de 2019, documentos no redactados fueron publicados por AG Healey mostrando que los Sacklers estaban dirigiendo a los médicos a prescribir la droga en exceso y fomentar esta estrategia de medicación bajo el nombre en clave "Región Cero", que detalla una lista de médicos que prescribían desmesuradamente grandes cantidades de Oxycontin sin ninguna razón médica verdadera, sino más bien para el beneficio directamente relacionado de la familia Sackler.

## Vida personal
Sackler estuvo casado con Beth Sackler, pero actualmente está divorciado; tienen tres hijos: Rebecca, Marianna y David. Tienen una fundación benéfica, la Fundación Richard y Beth Sackler. Desde 2013, vive a las afueras de Austin, Texas.

## En la cultura popular
Sackler fue interpretado por Michael Stuhlbarg en la serie de Hulu de 2021 Dopesick.
Matthew Broderick interpreta a Sackler en la serie limitada de Netflix Painkiller'], que se estrenó el 10 de agosto de 2023.